# Sepplberg
Der Sepplberg ist ein 1004 m ü. A. hoher Gipfel im Freiwald, dem österreichischen Teil des Gratzener Berglandes (Novohradské hory). Er bildet das Dreiländereck zwischen Böhmen, Nieder- und Oberösterreich.

## Lage und Landschaft
Der Sepplberg liegt an der Grenze Waldviertel zu Mühlviertel, mit dem Gipfel in ersterem. Er erhebt sich 4½ Kilometer westlich von Karlstift (Bezirk Gmünd) und 4½ Kilometer nordöstlich von Sandl (Bezirk Freistadt).
Der flache Berg erhebt sich im Hauptkamm der Gratzener Berge. Der Kamm verläuft hier sehr gewunden und weist etliche Gipfel um die 1000 Meter auf. Er folgt etwa dem Grenzverlauf, westwärts zum Kamenec (Steinberg, 1070 m ü. A.), ostwärts über die Einsattelung von Stadlberg zum Eichelberg (1054 m ü. A.) mit dem Lainsitz-Ursprung, und dann nordwärts zum Tischberg (1063 m ü. A.). 200 Meter nordwestlich des Gipfels entspringt der Bucherser Bach (Pohořský potok). Nördlich sind die Gratzener Berge morphologisch durch zwei nach Norden verlaufende Paralleltäler getrennt: während der Bucherser Bach nordwärts zur Maltsch (Malše) entwässert, fließt die am Eichelberg entspringende Lainsitz halbkreisförmig um diesen herum und wendet sich dann nach Nordosten. Südwestlich schließt sich die Mulde der Ortschaft Rosenhof mit Schloss und Teichen an, hinter der der Ort Sandl liegt. Diese Gegend entwässert zur Waldaist. Zwischen Vorderem und Hinterem Schanzer Berg (1015/1010 m ü. A.) südlich und Höllberg (1010 m ü. A.) südwestlich rinnt der Grenzbach, der auch der Waldaist zugeht.
Über die Kammlinie Kamenec – Sepplberg – Eichelberg verläuft die Wasserscheide zwischen der Elbe (Maltsch, Lainsitz) und der Donau (Waldaist), die Europäische Hauptwasserscheide. Nördlich senken sich die Gratzener Berge in das Gratzener Gebirgsvorland entlang der oberen Maltsch und der Strobnitz (Stropnice). Südlich leiten sie über das Arbesbacher Hochland und die Hochfläche von Liebenau in den Weinsberger Wald, der weiterhin Nieder- und Oberösterreich trennt.
Direkt bei der Quelle des Bucherser Bachs befindet sich auch das genaue Dreiländereck, die österreichisch-tschechische Grenze verläuft knapp nördlich des Gipfels.

## Geschichte
Die Gebiete nördlich gehörten zum böhmischen Gerichtsbezirk Gratzen, der, obschon weitgehend deutschsprachig, nach dem Zerfall der Habsburgermonarchie an die Tschechoslowakei kam. Nördlich im Quellgebiet des Bucherser Bachs befindet sich die Wüstung Šance (Schanz), der Ort wurde 1945 aufgegeben.
Zwischen etwa 1950 und 1989 lag die Staatsgrenze im Sperrgebiet des Eisernen Vorhangs und durfte nicht betreten werden.
Heute verläuft hier der Nord-Süd-Weitwanderweg (05), Teil des Europäischen Fernwanderwegs E6, und gemeinsam der Nordwaldkammweg (105), der die historische österreichisch-böhmische Grenze darstellt. Er passiert den Sepplberg über Dreiländereck und direkt nördlich des Gipfels.